# Файнман, Зигмунд
Зигмунд (Ушер-Зейлик) Файнман (идиш אָשר-זעליק פֿײנמאַן‎, иногда встречаются Зигмунт и искажённое написание фамилии как Фейнман; 1862, Кишинёв Бессарабской губернии — 1909, Лодзь Петроковской губернии) — еврейский актёр, антрепренёр, режиссёр и драматург, один из самых известных актёров еврейского театра своего времени. Играл и сочинял на идише.

## Биография
Будущий актёр родился под именем Ушер-Зейлик Файнман в Кишинёве в 1862 году. Ребёнком проявил музыкальные способности, пел в синагогальном хоре, затем в хоре труппы Аврума Гольдфадена в Кишинёве. Из-за запрета еврейского театра в России, с 1883 года жил в Румынии — играл в собственных антрепризах, но прославился как ведущий актёр и основной драматург знаменитой труппы Могулеско в Яссах и Бухаресте. На протяжении 1880-х годов гастролировал с труппой Могулеско по Румынии, a в 1887 (по другим данным 1886) году вся труппа, включая бессарабцев Файнмана, Дувида Кесслера и Мойше Финкеля (1850—1904), перебазировалась в Нью-Йорк, где пользовалась необычайным успехом. Здесь Файнман женился на бывшей жене именитого актёра-трагика и режиссёра Якова Адлера (1855—1926) актрисе Дине (Дайнэ) Файнман (урожд. Штетина, 1862—1946), которая к fin de siècle стала ведущей актрисой труппы. Играл в труппе и другой знаменитый актёр того времени Исидор Гольденберг.

## Драматургия

Афиша спектакля «Ал кидэш һашэм» (гибель за веру) по пьесе Шолом-Алейхема в театре «Виндзор» с Зигмундом и Дайной Файнман (на фотографии). Нью-Йорк, 1890-е гг.

Значительная часть репертуара труппы и других основанных им объединений была написана самим Файнманом, включая пьесы «Дэр идишер солдат» (Еврейский солдат, 1889), «Дос ройтэ мэнчелэ» (Рыжий человечишка, 1889), «Ди фрой, одэр цвэй хасэнэс афцелохэс» (Женщина, или две свадьбы наперекор, 1890), «Дэр гет» (Развод, 1890), «Гелт» (Деньги, 1891), «Дэм фотэрс клолэ» (Отцовское проклятие, 1891), историческая оперетта «Дэр идишер вицекениг, одэр а нахт ин ганэйдн» (Еврейский вице-король, или ночь в раю), «Ди клейнштэтлдике аристократн» (Местечковые аристократы), «Ханэлэ ди финишерн» (в другом варианте «Ханэлэ ди нэбэрн» — Ханочка-отделочница, русский перевод «Белошвейка Анна», 1897), «Ди гаснкиндэр» (Дети улицы, 1898), «Эзрэ-гибэрс хайл» (Рать силача Азарии), «Ди идн ин мороко» (Евреи в Марокко), «Дос лэбм ин нэв-йорк» (Жизнь в Нью-Йорке), «Дэр штумэр, одэр лэбэдик багрубм» (Немой, или заживо погребённый), «Шабэс-койдэш» (Святая Суббота) и другие. Все эти пьесы вошли в репертуар еврейских театров мира вплоть до Второй мировой войны.

## Thalia Theatre
Тяготевшие к более серьёзному драматическому репертуару Файнман и Кесслер отделились от «Румынского оперного театра» Могулеско и в 1891 году создали собственную компанию — самый большой еврейский театр Нью-Йорка, разместившийся в «Thalia Theatre» на 3 тысячи мест по 46-48 Боуэри (район Bowery на нижнем Истсайде Манхэттена), с Софи Карп и Региной Прагер в роли примадонн. Thalia Theatre открылся под названием Bowery Theatre 22 октября 1826 года и долгое время считался одной из самых больших театральных площадок мира: театр был рассчитан на 3500 зрительских мест на момент открытия, но уже в 1845 году, после очередного пожара (ранее театр горел в 1828 и 1838 годах), он был перестроен в расчёте на 4 тысячи зрительских мест со 126-футовой сценой. В 1879 году театр был перекуплен у первоначальных владельцев, переименован в Thalia Theatre и переведён на главным образом немецкоязычный репертуар. К 1891 году, когда сюда вселилась труппа Файнмана и Кесслера, зрительский зал стал несколько меньше в результате перестройки сцены и подсобных помещений. После отъезда четы Файнман в Европу в 1906 году, единоличным менеджером театра стал Дувид Кесслер, который, однако, к 1911 году перевёл труппу в специально построенный Kessler’s Second Avenue Theatre (Театр Кесслера на Второй авеню). Thalia Theatre же под новым менеджментом продолжал функционировать вплоть до 5 июня 1929 года, когда он был наконец полностью разрушен новым пожаром.

## Репертуар театра
Ряд произведений Файнмана являли собой музыкальные водевили и оперетты, часто на историческом материале. Так, оперетта «Ханэлэ ди финишерн» (Hannah The Finisher в англоязычных афишах, Анна-белошвейка по-русски, 1897), первоначально поставленная в Thalia Theatre, в 1899 году была перенесена в созданный десятью годами ранее неподалёку, на том же манхэттенском Нижнем Истсайде Зигмундом Могулеско «Румынский оперный театр» (англ. Roumanian Opera House) с всё теми же Файнманом, Дувидом Кесслером, Бертой Калиш (1872—1939) и теперь уже Зигмундом Могулеско в главных ролях; вообще значительную часть репертуара этого известного музыкального театра тоже составляли оперетты Файнмана. 

Афиша спектакля «Порочная женщина» в театре Талия. Вверху слева — Д.Кесслер, справа — З. Файнман

Однако под давлением Кесслера — компаньона Файнмана по управлению театром — репертуар Thalia Theatre к концу 1890-х годов всё более склонялся к серьёзной драматургии, всё меньшую роль в нём играла музыкальная комедия и оперетта, большинство постановок уже не сопровождались ни оркестром, ни хором. В эти годы основу репертуара составляли пьесы Якова Гордина («Еврейская королева Лир, или Мирэлэ Эфрос» — Ди идише кенигн Лир, одэр Мирэлэ Эфрос, 1898; «Резня» — Ди шхитэ, 1899; «Бог, человек и дьявол» — Гот, мэнч ун тайвл, 1900; «Сафо», 1899/1900; «Крейцерова соната» — Крайцер сонатэ, 1902), Бернарда Горина («Виленский молодожён» — Дэр вилнер балэбэсл, 1898), «профессора Гурвица» (Мойше-Ицхок һаЛейви Гурвиц, 1844—1910; «Царь Соломон» — Шлоймэ һаМэйлэх, 1897) и других, специально пишущих для этого театра авторов. В театре помимо Кесслера и семьи Файнман (Зигмунд, Дайнэ и Циля) играли Леон Бланк, Регина Прагер, Берта Калиш (с 1896 года), Кени Липцин (1863—1916), — видные актёры еврейской сцены города.

С 1906 года чета Файнман много гастролировала в Европе, — в Лондоне и в царстве Польском. В том же 1906 году Файнман стал ведущим актёром и режиссёром «Театра-Павильона» (The Pavilion Theatre), на пересечении улиц Vallance и Whitechapel лондонского Ист-Энда, где также играли его жена и приёмная дочь. Свой первый сезон в этом театре Файнман начал постановкой «Венецианского купца» Шекспира в переводе Морриса Майера и очень быстро приобрёл популярность. Умер на сцене во время гастролей в Лодзи в 1909 году. 

Справа налево актёры Янкев Адлер, Зигмунд Файнман, Зигмунд Могулеско, Рудольф Маркс, Крастушинский и Дувид Кесслер

## Творческое наследие
На средства, собранные театральной публикой города, в честь Файнмана в лондонском Уайтчепеле (Whitechapel) был построен самый крупный на то время театр «Файнманс Идиш Фолкс-Театэр», или «Feinman’s Yiddish People’s Theatre» (известный также как Temple of Art in Commercial Road, или просто «The Temple») — Еврейский Народный Театр Файнмана — на 1500 зрительских мест, сохранившийся по сей день. Первый сезон театра открылся в марте 1912 года оперой «Мэйлэх Охус» (Царь Ахаз) Самуила Альмана (1877/78-1947) — первой оперой, написанной целиком на «идише и специально к открытию театра Файнмана. Альман написал музыку к собственному либретто на библейскую тематику, постановка была осуществлена Иосифом Виноградовым (Вайнштейн, 1868—1930), который выступил в роли Царя Ахаза (баритон), с самим Альманом за дирижёрским пультом. В последующие годы в театре Файнмана ставились в основном оперы из мирового репертуара в переводах на идиш Альмана, включая Риголетто» Джузеппе Верди, «Cavalleria rusticana» (Сельская честь) Масканьи, «Фауст» Гуно и другие.
Приёмная дочь Файнмана — известная американская еврейская актриса Циля Адлер (Celia Adler, 1888—1979), до приблизительно 1910 года выступала под именем Цили Файнман.

## Miscellanea
В театральном романе Шолом-Алейхема «Блуждающие звёзды» (Ди блонджендэ штэрн, 1909—1911) устами персонажа Шулэм-Меера Муравчика упоминаются «чудесные песенки Гольдфадена, Файнмана или Латайнера» (часть I, глава 27-я).

## Книги
- חנהלע די נעבערן (Ханэлэ ди нэбэрн — «Белошвейка Анна», мелодрама в 4-х актах), Перемышль, 1909.
- דער װיצעקעניג (Дэр вицекениг — вице-король, оперетта), Д. Рот: Лемберг, 1909.
- עזראַ גיבורס חײל (Эзрэ гибэрс хайел — войско силача Азарии), историческая оперетта в 4-х актах, Д. Рот: Лемберг, 1909.

## Пьесы Файнмана в American Jewish Archives (Цинциннати)
- דער שטומער אָדער לעבעדיק באַגרובן (Дэр штумэр одэр лэбэдик багрубм — немой, или заживо погребённый; 111 стр.). Копировальщик Дэйвид Самойлеску (15 марта 1900 года, Нью-Йорк).
- דעם פֿאָטערס קללה (Дэм фотэрс клолэ — отцовское проклятие). Копировальщик Оскар Силверт.
- די ייִדן אין מאָראָקאָ (Ди идн ин мороко — евреи в Марокко). Копировальщик Адольф Лиански (15 июня 1904 года, Нью-Йорк).
- דער ייִדישער װיצעקעניג, אָדער אַ נאַכט אין גן-עדן (Дэр идишер вицекениг, одэр а нахт ин ганэйдн — еврейский вице-король, или ночь в раю, оперетта в 4-х актах и 8 картинах; 105 стр.). Копировальщик Адольф Лиански (14 июня 1906 года, Нью-Йорк).
- דאָס לעבן אין נעװ-יאָרק (Дос лэбм ин нэв-йорк — жизнь в Нью-Йорке, драма в 4-х актах; 102 стр.). Копировальщик Адольф Лиански (12 сентября 1904 года, 56 St. Marks Place, Нью-Йорк).

## Фотогалерея
- Афиша спектакля «Порочная женщина» в театре Талия (менеджеры Д. Кесслер и З. Файнман), 6 декабря 1897 года
- Д. Кесслер (изображение на афише) с З. Файнманом в спектакле театра Талия «Дщерь Иерусалимская» 29-30 апреля 1898 года
- «Гамлет» (Берта Калиш) в театре Талия, 1890-е гг.
- Афиша спектакля «Царь Соломон» и других в театре Талия (менеджеры Д. Кесслер и З. Файнман), 17 сентября 1898 года
- Афиша спектакля «Капитан Дрейфус» и других в театре Талия (менеджеры Д. Кесслер и З. Файнман), 10-14 октября 1898 года
- Афиша спектакля «Дэр дибэк» с Могулеско, Файнманом и Кесслером в театре Талия 19 октября 1898 года
- Афиша спектакля «Дама с камелиями» в театре Виндзор с четой Файнман, 1890-е гг.
- Афиша спектаклей по пьесам проф. Гурвица в театре Талия (менеджеры Д. Кесслер и З. Файнман), 3 мая 1898 года
- Афиша спектакля «Герои Сантьяго» в театре Талия (менеджеры Д. Кесслер и З. Файнман), 20-22 января 1899 года
- З. Файнман, Р. Маркс, Д. Кесслер и другие на афише театра Талия 25 мая 1898 года
- Опера «Кармен» с М. Е. Медведевым в роли Дона Хосе в театре Талия, 19-20 мая 1899 года